# ポール・ネーション
ポール・ネーション（Paul Nation）は、ニュージーランド出身の応用言語学者。主に外国語としての英語を対象とした言語教育方法論・語彙習得論の研究で知られている。インドネシア、タイ、アメリカ合衆国、フィンランド、そして日本での教歴がある。現在、ニュージーランドのヴィクトリア大学ウェリントン校の言語学・応用言語学科の名誉教授である。

## 業績
彼が提唱した重要な概念として次が挙げられる。
- 語彙習得のガイドラインとしての単語頻度リスト
- 単語の学習負荷
- 生徒に学習戦略を教えることで、使用頻度の低い単語を含め語彙を拡張するのに必要な自律性を高めることの重要性
- アクセシブルなテクスト（使用語彙の95%から98％が既知であるもの）を大量に読むことの推奨
- 第二言語（L2）を第一言語（L1）に置き換えるツール（辞書や単語カード）を明晰さのために用いることの有用性

1980年代のコミュニカティブ・アプローチ全盛期を経て、彼の業績は第二言語科目のデザインと現在の教授法理論に欠かせぬものとなり、使用頻度が高い単語を短期間に習得するための理論が特に参照されている。バティア・ロイファー（Batia Laufer）、ジェームズ・コーディ（James Coady）、ノーバート・シュミット（Norbert Schmitt）、ポール・ミアラ（Paul Meara）、ロブ・ウォリング（Rob Waring）らの共同研究者とともに、ネーションは学習の機会をバランスよく配分すべきだと強調しており、外国語科目・授業における「4つの要素（four strands）」アプローチを提唱している（Taylor 2004, Nation & Newton 2008）。彼によれば、外国語学習は次のそれぞれの要素に等しく25％ずつ時間をかけるべきであるとされる。
1. リーディングとリスニングによるインプット
2. ライティングとスピーキングによるアウトプット
3. 形式的言語学習（文法・語彙）
4. 4つの基礎的スキルの流暢さを高めるための練習

## 著作
- Nation, I.S.P.; Newton, J. (2008), Teaching ESL/EFL Listening and Speaking (1st ed.), Routledge, ISBN 0415989701
- Nation & Carter, 1989. Vocabulary Acquisition.
- Nation, I.S.P. (1997), “Vocabulary size, text coverage, and word lists”, in Schmitt; McCarthy, Vocabulary: Description, Acquisition and Pedagogy, Cambridge: Cambridge University Press, pp. 6–19, ISBN 978-0-521-58551-4
- Nation, Paul (2000), “Learning vocabulary in lexical sets: dangers and guidelines”, TESOL Journal (9):  6-10.
- Nation, I.S.P. (2001), Learning Vocabulary in Another Language, Cambridge: Cambridge University Press, ISBN 0-521-80498-1
吉田晴世、三根 浩訳『英語教師のためのボキャブラリー・ラーニング』松柏社、2005年
- Nation, Paul (2006), “Vocabulary: Second Language”, in Keith Brown, Encyclopedia of Language & Linguistics (2nd ed.), Oxford: Elsevier, pp. 448-454.
- Nation, Paul (2006), “Language Education - Vocabulary”, in Keith Brown, Encyclopedia of Language & Linguistics (2nd ed.), Oxford: Elsevier, pp. 494–499.

## 引用文献
- Coady, J. (1997), Coady; Huckin, eds., Second Language Vocabulary Acquisition, Cambridge University Press.
- Horst, M. (2010), How well does teacher talk support incidental vocabulary acquisition?, 22, Reading in a Foreign Language, pp. 161–180, ISSN 1539-0578,  オリジナルの2010-06-12時点におけるアーカイブ。
- Taylor, A. (2004), “Review of: Learning Vocabulary in Another Language I: I.S.P. Nation. Cambridge: Cambridge University Press, 2001, 477 pp. ISBN 0-521-80092-7 hardback, ISBN 0-521-80498-1 paperback”, English for Specific Purposes, 23, pp. 87–90